# سوفیا نیژارادزه
سوفیا نیزهارادزه (به انگلیسی: Sofia Nizharadze) (زاده ۶ فوریه ۱۹۸۶) خواننده ، بازیگر ، ترانه‌سرا گرجستانی است.
او در مسابقه آواز یوروویژن ۲۰۱۰ نماینده گرجستان بود.